# René Thion de La Chaume
 (décembre 2013).
René-Jules Thion de La Chaume (28 mai 1877, Le Vésinet - 3 janvier 1940, Paris 16e) est un banquier et escrimeur français.
, 

## Biographie
Attaché au Premier président de la Cour des comptes en 1899, il devient Inspecteur des finances en 1902.
Il participe à l’épreuve d'escrime lors des Jeux olympiques de 1900.
Chef-adjoint du cabinet du ministre des finances en 1908 et adjoint au chef du Service de l'Inspection générale des finances en 1909, il donne sa démission et rentre cette même année à la Banque de l'Indochine. Il en devient directeur général, puis, de 1932 à 1936, président du conseil d'administration. Il devient également président du Crédit foncier de l'Indochine et des Salines de Djibouti.
Il sert comme capitaine d'État-major et délégué du gouvernement français à Londres durant la Première Guerre mondiale.
Il fonde en 1924 le golf de Chantaco à Saint-Jean-de-Luz. Une avenue de la ville fut nommée en son honneur.
Gendre du notaire parisien Mahot de La Quérantonnais, il est le père de la championne de golf Simone Thion de La Chaume, épouse du champion de tennis René Lacoste. Par son épouse, arrière petite-fille de Jean-François Mocquard, il est le beau-frère d'Octave Homberg.